# Bomba lapa
Una bomba lapa es un tipo de explosivo que se adhiere a cualquier tipo de superficie de un vehículo motorizado, normalmente automóviles, gracias a un potente imán o algún otro tipo de adhesivo para luego ser activado mediante algún tipo de mecanismo, bien sea por sensores de movimiento, controles remotos, detonadores o temporizadores incorporados en el mismo explosivo.
Su particular nombre se deriva de las lapas, nombre común de los moluscos que se aferran tenazmente a ciertas superficies, como las rocas de las costas. Este tipo de artefactos suele ser utilizado por terroristas.